# David et Corine
 (mai 2022).
Si vous disposez d'ouvrages ou d'articles de référence ou si vous connaissez des sites web de qualité traitant du thème abordé ici, merci de compléter l'article en donnant les références utiles à sa vérifiabilité et en les liant à la section « Notes et références ».
David et Corine est un groupe de zouk guadeloupéen composé des frère et sœur David et Corine Denin, et actif depuis 1987.
Histoire
David et Corine Denin, frère et soeur, créent leur groupe de zouk en Guadeloupe en 1987. Actifs sur la scène musicale antillaise, David et Corine ont aussi leur jeune frère, Young Chang Mc, qui fait une carrière musicale sur la scène dancehall et hip-hop française.